# Geisterstadt

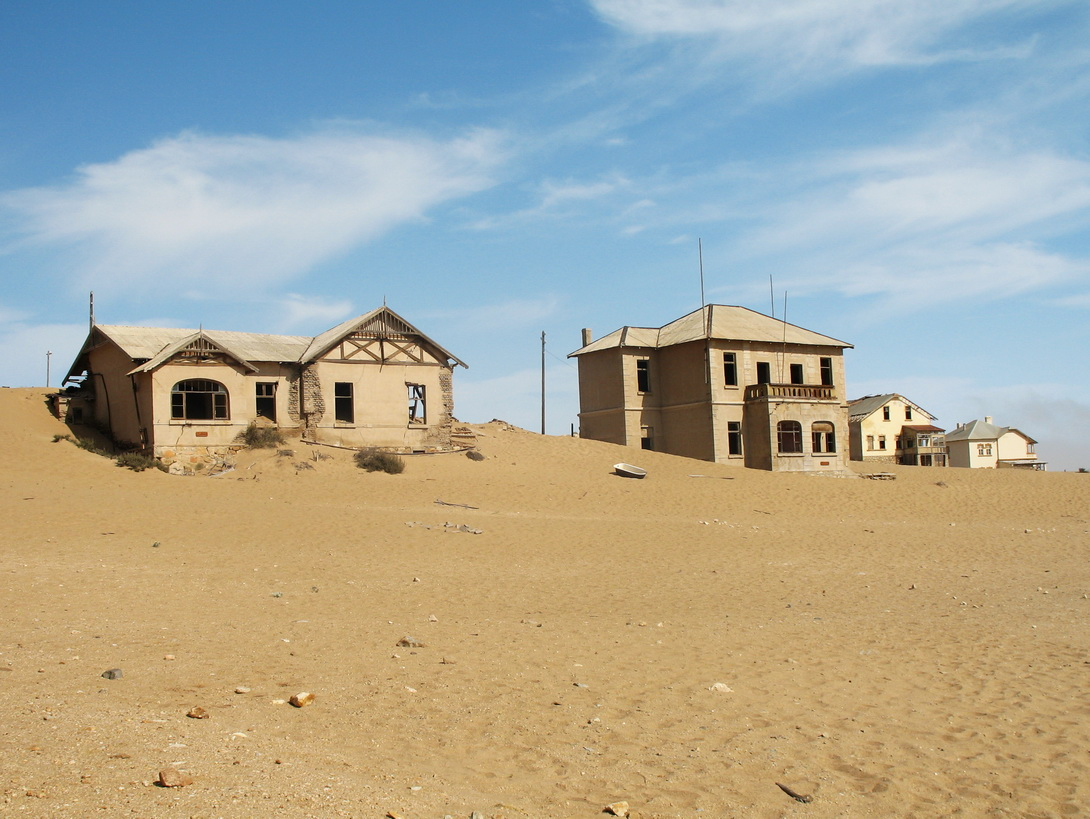
Häuser in Kolmannskuppe, Namibia

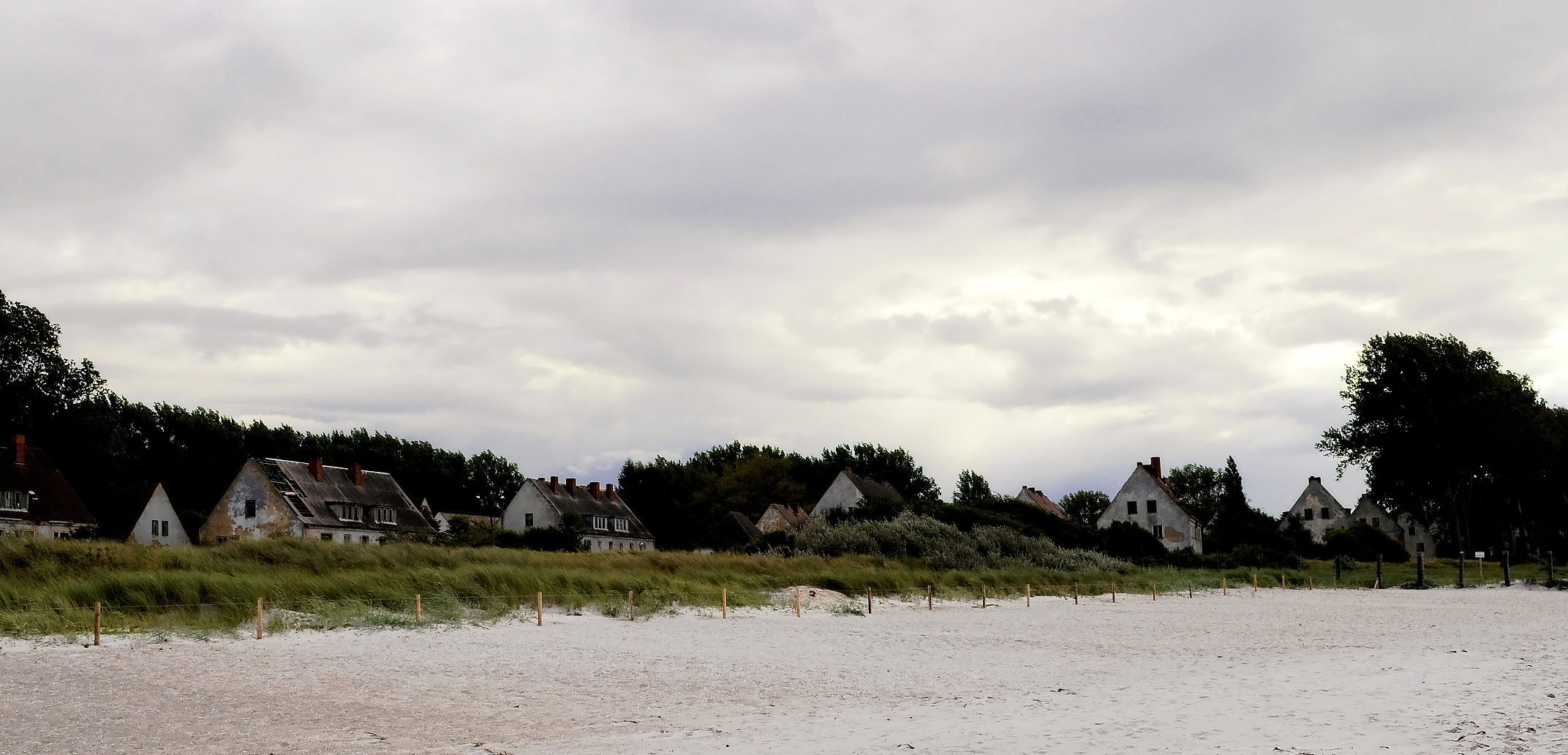
Geisterdorf Rerik-West, Halbinsel Wustrow, Mecklenburg: Sperrzone wegen Munitionsrückständen

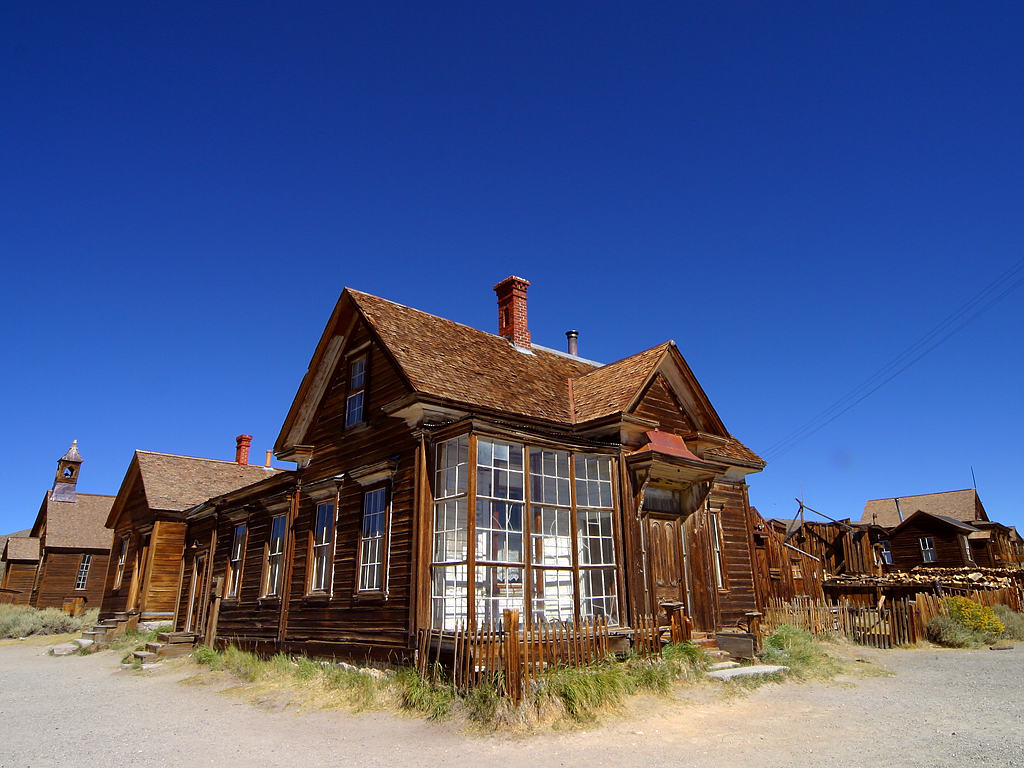
Geisterstadt Bodie, Kalifornien

Unter einer Geisterstadt (lehnübersetzt aus dem englischen ghost town) wird eine aufgegebene, unbewohnte Siedlung verstanden. Für kleinere Orte wird auch die Bezeichnung Geisterdorf verwendet oder allgemein Geistersiedlung. Typische Geistersiedlungen entstehen durch Devastierung und bestehen aus langsam verfallenden Gebäuden.
Historisch vor langer Zeit aufgegebene, heute vollkommen zerstörte oder nur noch in Fundamenten nachweisbare Siedlungen oder Wirtschaftsflächen bezeichnet man als Wüstung. Beispiele sind die Toten Städte in Syrien.
Es gibt auch moderne Geistersiedlungen und -städte, die für eine geplante spätere Besiedelung instand gehalten werden. Solche entstanden z. B. im Zuge des Immobilienbooms in Spanien und in größerem Umfang in China.

## Ursachen

### Aufgegebene Bergbau- und Arbeitersiedlungen
Geisterstädte sind häufig Bergbauorte, die wegen der in der Nähe liegenden Rohstoffvorkommen gegründet wurden. Aufgrund ihrer Monostruktur wurden sie von ihren Bewohnern häufig rasch wieder verlassen, nachdem die Vorkommen – etwa an Gold oder Diamanten – erschöpft waren und der Boom vorbei war. Beispiele sind die alten, heute verlassenen Diamantenstädte Kolmanskuppe und Elisabethbucht in Namibia oder viele Ghost Towns in der kalifornischen Sierra Nevada und in den goldführenden Bergbaugebieten Nevadas im Westen der Vereinigten Staaten. Pyramiden ist eine verlassene ehemalige Bergarbeiterstadt auf Spitzbergen, Fordlândia eine gescheiterte Kautschukplantage.
Ein anderer Grund für das Entstehen von Geisterstädten sind Bahnbauarbeitersiedlungen in ländlichen Gegenden der USA, die nach Fertigstellung der Bahnlinie obsolet wurden. Ein bekanntes Beispiel ist Cisco (Utah).

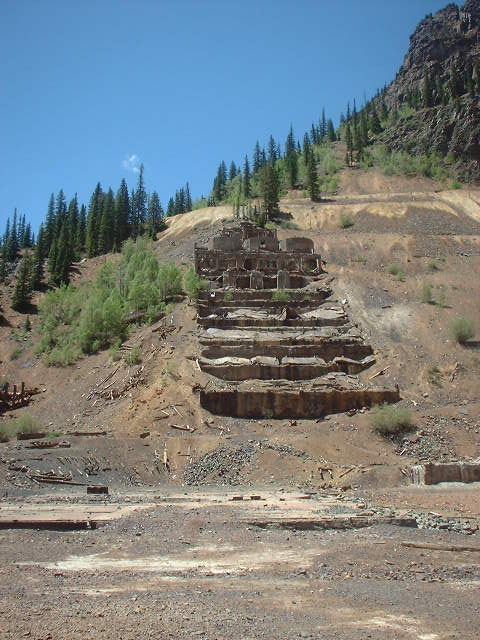
Eureka, Colorado; ehemalige Bergbaustadt

### Halb-Geisterstädte
Daneben gibt es „Halb-Geisterstädte“, die noch von wenigen Menschen bewohnt werden, die Jahrzehnte nach der Zeit des Goldrauschs weiterhin nach Edelmetall schürfen. Die Bewohner verdienen gelegentlich etwas Geld mit Touristen, treten bei Spielfilmen als Statisten auf, oder sie bieten Schürf- und Gelegenheitsfunde wie rohe Schmucksteine, wettergebleichte Tierschädel oder seltsam geformte Wurzeln zum Verkauf an.
Solche Halb-Geisterstädte konservieren oft wie ein Freilichtmuseum die Vergangenheit. Manchmal sind ihre Bewohner die einzigen Zeugen der bewegten Geschichte des Ortes und seiner ehemaligen Einwohner. Einige kümmern sich sorgsam um die Bewahrung des Originalzustandes der Siedlung, obwohl sie selbst diese Zeit nicht mehr erlebt haben. Solche Geisterstädte sind beispielsweise Bodie, Coloma (Gold) und Calico (Silber) in Kalifornien, Rhyolite in Nevada (Gold), Silverton und Cracow in Australien und Sewell in Chile (Kupfer).

### Devastierung nach Katastrophen

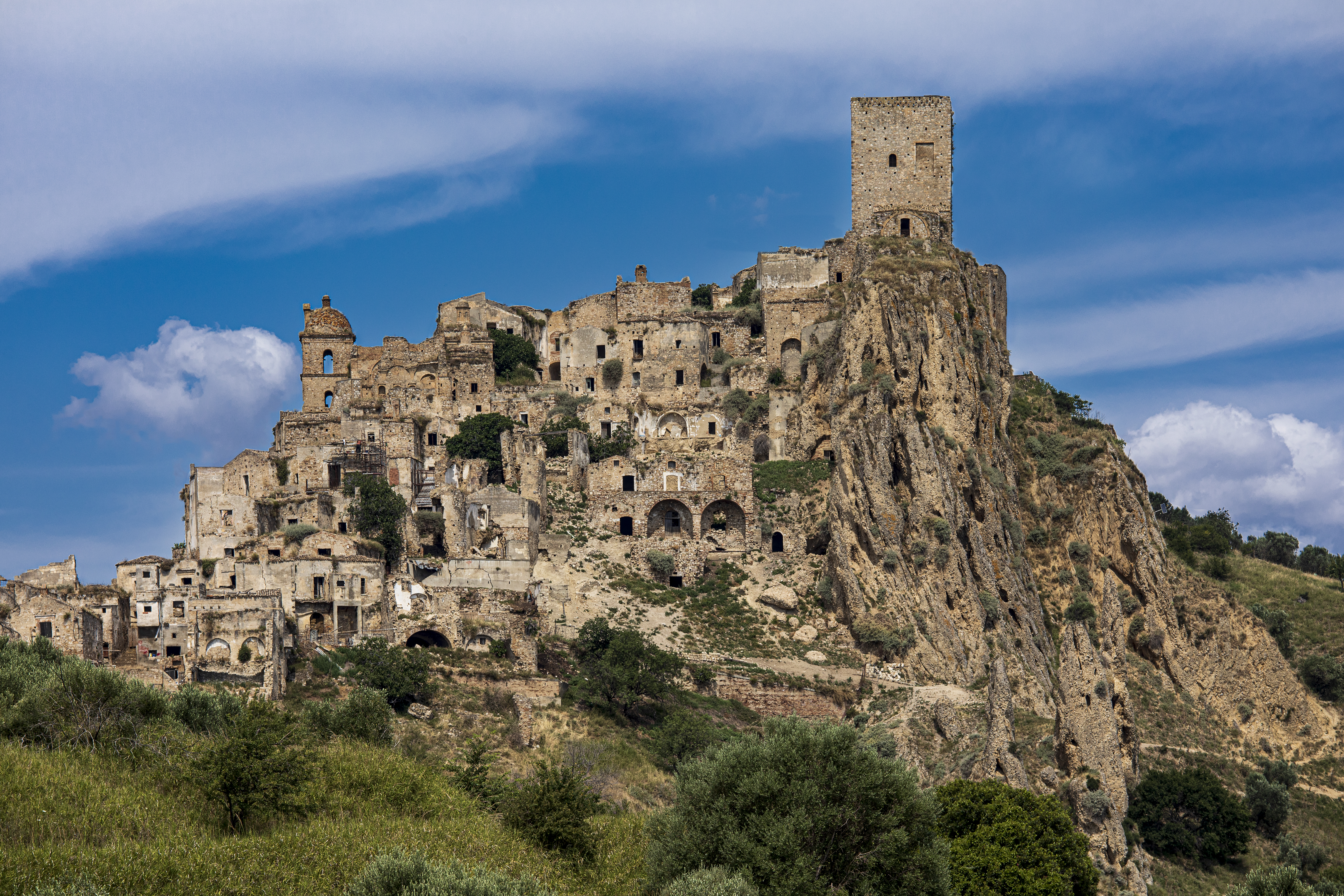
Das alte Craco, Basilikata

Sonderfälle sind Städte, die aufgrund von Katastrophen evakuiert werden mussten.
- Die ukrainischen Städte Tschornobyl, Prypjat und Kopatschi wurden 1986 durch die Nuklearkatastrophe von Tschernobyl stark kontaminiert. Die Bewohner wurden innerhalb weniger Stunden umgesiedelt und durften nicht mehr zurückkehren.
- Plymouth, die ehemalige Hauptstadt der Karibikinsel Montserrat, wurde nach einem Vulkanausbruch im Jahr 1997 aufgegeben.
- Die US-amerikanische Kleinstadt Centralia wurde wegen eines 1962 ausgebrochenen Kohlebrands evakuiert. Die Kohle brennt noch heute.
- Der Rest des alten Dorfzentrums von Craco in der italienischen Region Basilikata wurde Anfang der 1960er Jahre nach einem verheerenden Erdrutsch aufgegeben. Heute ist er eine bekannte Filmkulisse. Einige Filme, die in Craco gedreht wurden, sind: Die Passion Christi von Mel Gibson und der James-Bond-Film Ein Quantum Trost von Marc Forster.[1]

### Politisch-militärische Konfliktzonen

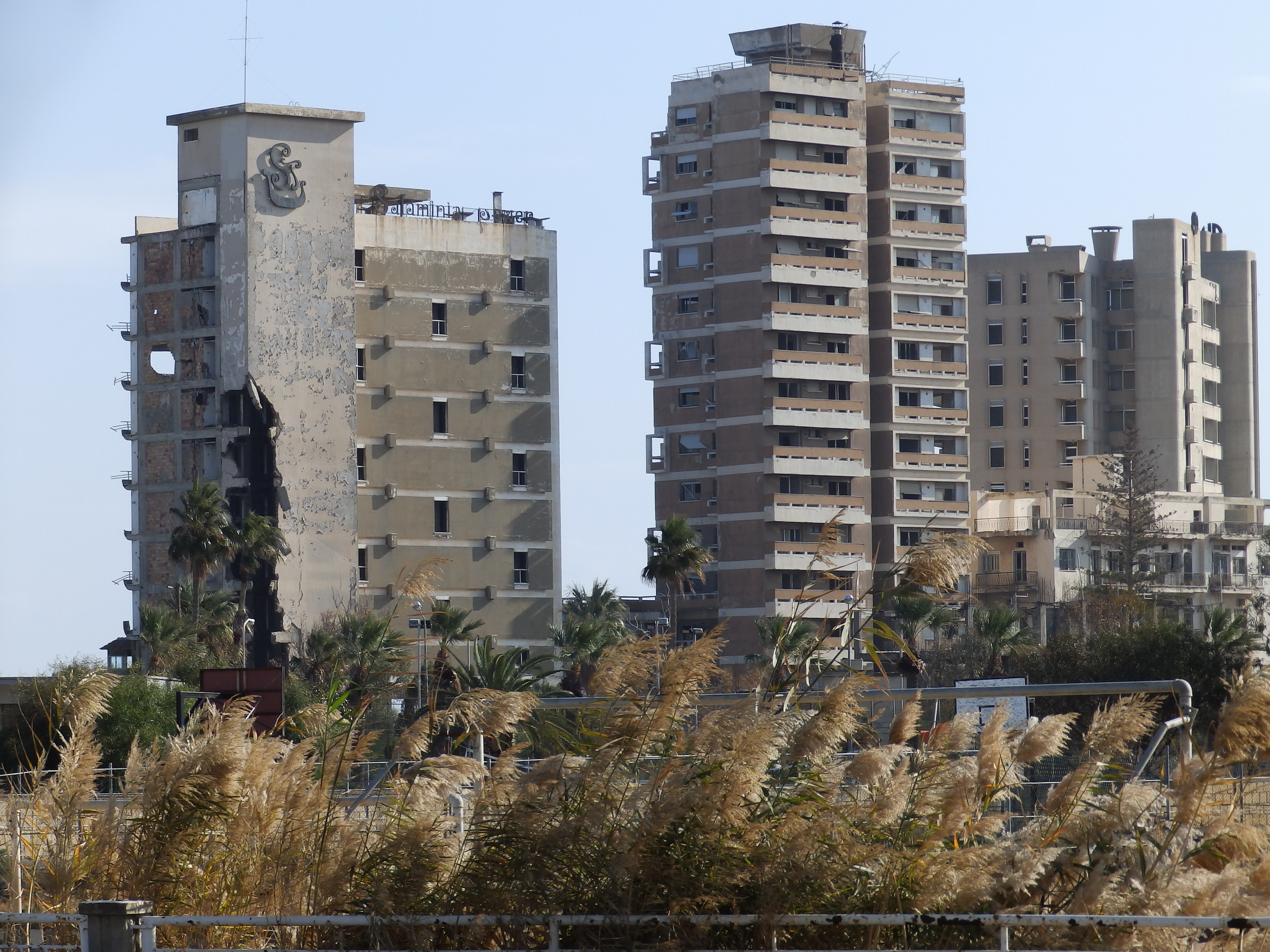
Verlassene Hotels in Varosha

Ein Beispiel für eine aus politischen Gründen entstandene Geisterstadt war Phnom Penh, die heutige Hauptstadt Kambodschas. Unter der Herrschaft der kommunistischen Roten Khmer wurde 1975 fast die gesamte Stadtbevölkerung aufs Land deportiert, von ursprünglich zwei Millionen Einwohnern lebten nur noch etwa 20.000 Menschen in der Stadt. Städte galten in der Ideologie der Roten Khmer als konterrevolutionär und mussten aufgelöst werden. Nach der Vertreibung der Roten Khmer durch vietnamesische Invasionstruppen im Januar 1979 erholte sich die Stadt langsam wieder.
- Varosha auf der Insel Zypern ist ein Beispiel für die Entstehung einer Geisterstadt als Folge eines militärischen Konflikts, in diesem Fall der türkischen Invasion im Jahre 1974.
- Ağdam ist eine wegen des Bergkarabachkonflikts verlassene Stadt, die anhaltend geplündert wird (Metall, Backsteine, Infrastruktur-Anlagen).[2]
- Ciudad Mier war eine mexikanische Geisterstadt. Als die Drogenbande Los Zetas drohte, alle Einwohner zu ermorden, flohen die mehr als 4000 Bewohner. Inzwischen sind wieder Bewohner zurückgekehrt.

## Moderne Geisterstädte
In Irland, Spanien und den USA gab es einige Jahre lang einen Bau- und Immobilienboom (siehe auch Immobilienblase, Subprime-Krise), der durch die Finanzkrise ab 2007 endete und unbewohnte (teils nicht zu Ende gebaute) Straßen oder Stadtviertel hinterließ. Seit 2010 zeichnet sich Irland durch überdurchschnittliche Wachstumsraten aus.

## Geisterstädte im übertragenen Sinne

Denkmalgeschützter Kirchturm im Reschensee

Keine Geisterstädte im eigentlichen Sinne sind untergegangene Siedlungen, die einem Stausee oder Tagebau weichen mussten und häufig an anderer Stelle neu aufgebaut wurden (Umsiedlung). Beispiele sind etwa Schulenberg im Oberharz oder Tignes in Frankreich. Entgegen populärer Klischees wurden in der Regel sämtliche Gebäude vor der Flutung abgerissen, so dass lediglich Grundmauern, Reste von Straßen und Brückenpfeiler übrig blieben. Eine Ausnahme ist der Kirchturm von Alt-Graun in Südtirol, der aus Denkmalschutzgründen erhalten wurde und noch heute aus dem Reschensee ragt.

### Phantasie-Orte
Ebenfalls keine Geisterstädte sind Phantominseln wie die Île de Sable (‚Insel aus Sand‘, auch Sandy Island oder Sable Island, auf deutschen Karten auch kurz Sable) – eine vermeintlich im Korallenmeer zwischen Australien und Neukaledonien gelegene fiktive Insel mit einer vermeintlichen Größe von fast 120 Quadratkilometern.

### Verödete Quartiere
Der Entstehung geisterstadtähnlicher Wohngebiete in Städten durch innerstädtische Veränderungen soll das Quartiersmanagement entgegenwirken.

## Beispiele in Europa

### Deutschland

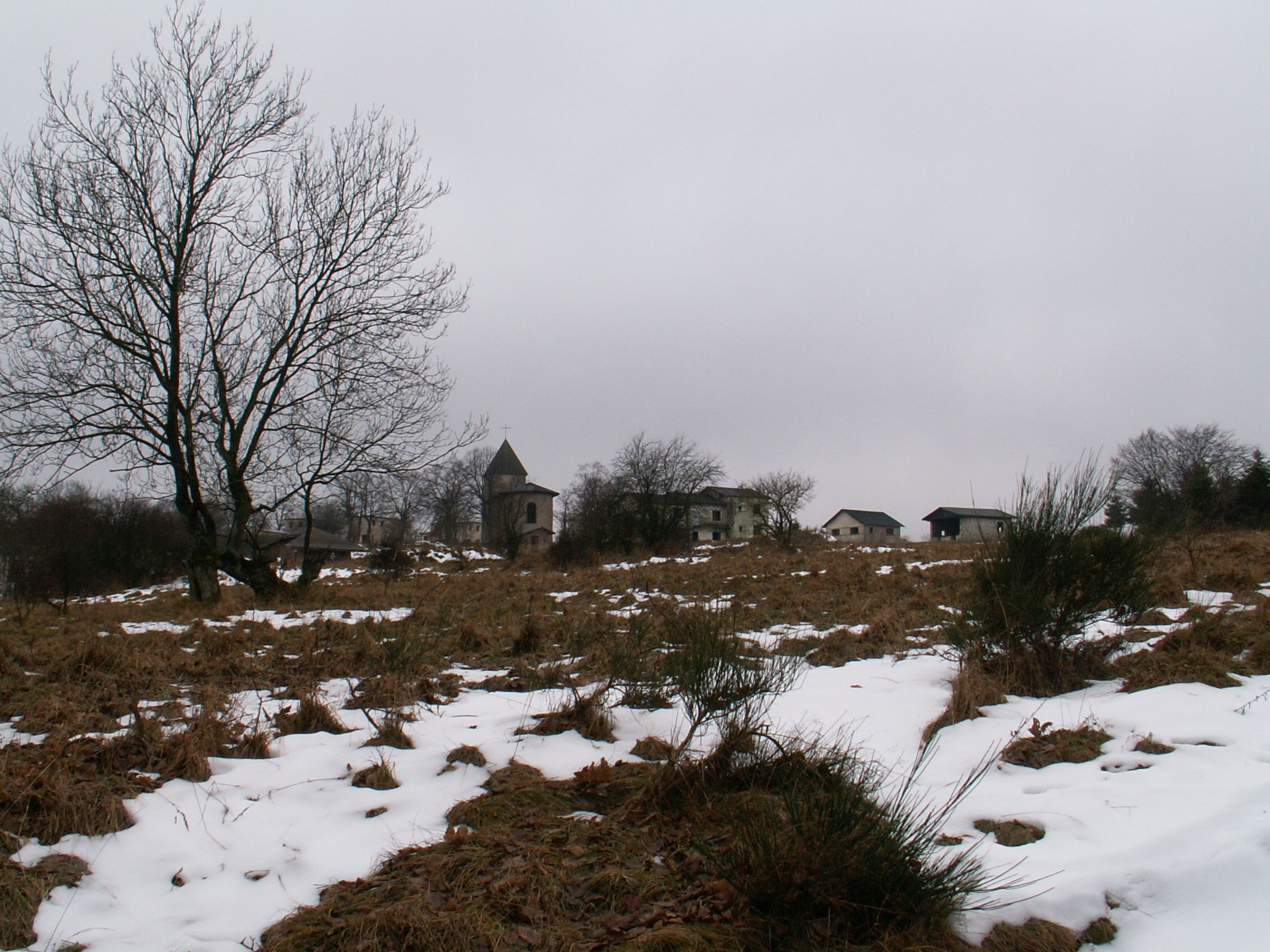
Wollseifen im Januar 2006

- In Deutschland gibt es mehrere Geisterstädte oder -orte auf Truppenübungsplätzen, z. B. die Dörfer Bonnland, Gruorn, Lopau, Wollseifen, Hillersleben und Wolferstetten. Mit Schnöggersburg wurde eine Geisterstadt gezielt als solche errichtet, um als Truppenübungsplatz für den Häuserkampf zu dienen.
- Bis zur Herstellung der Einheit Deutschlands gab es verlassene Orte im Sperrgebiet an der innerdeutschen Grenze. Siehe auch: Innerdeutsche Grenze #Sperrgebiete und geschleifte Dörfer und Zwangsaussiedlungen an der innerdeutschen Grenze
- Das jüngste Geisterdorf in Deutschland ist Kursdorf, wo seit 2017 offiziell keine Menschen mehr leben. Der Einwohnerschwund liegt an der Situation inmitten des Flughafens Leipzig/Halle. Die meisten Häuser wurden durch die Flughafengesellschaft abgerissen, einige denkmalgeschützte Gebäude wie die ehemalige Schule und die Kirche bleiben jedoch erhalten.[4]

### Frankreich
- Oradour-sur-Glane – der ursprüngliche Ort wurde nach dem Massaker zu einer Gedenkstätte.
- Courbefy – Bussière-Galant-Kommune im Département Haute-Vienne, seit 2008 verlassen.

### Italien
- Balestrino – wurde im Jahre 1953 wegen eines befürchteten Erdrutsches weitgehend verlassen, die Altstadt ist insofern von verlassenen Häusern geprägt.
- Craco – nach dem Erdbeben in der Irpinia 1980 gab man die Altstadt von Craco auf.
- Fabbriche di Careggine – 1947 musste der Ort von den Bewohnern verlassen werden, weil der am Edron liegende Ort dem künstlich angelegten Stausee Lago di Vagli zum Opfer fiel.
- Fossa (Abruzzen) – Seit dem Erdbeben von L’Aquila 2009 ist die Altstadt verlassen und wartet seitdem auf den Wiederaufbau.
- Rocca San Silvestro ist eine mittelalterliche Festung, die im 10. oder 11. Jahrhundert im Toskanischen Erzgebirge (Colline Metallifere) angelegt wurde. Die Höhenburg, die auch den Charakter einer Ansiedlung einschließlich Hüttengewerbe trug, war bereits mehrere Jahrhunderte verlassen, als 1984 mit ihrer archäologischen Erforschung begonnen wurde.

### Spanien
- Valdeluz, Provinz Guadalajara – der Bau wurde wegen der Finanzkrise gestoppt, die Stadt hat nur etwa zehn Prozent der Einwohner, für die sie ursprünglich geplant worden war.
- Belchite, Provinz Saragossa – die 1937 im Spanischen Bürgerkrieg zerstörte Stadt wurde an der bisherigen Stelle nicht mehr aufgebaut, sondern in der Nachbarschaft als Belchite nuevo wiedererrichtet.

## Beispiele weltweit

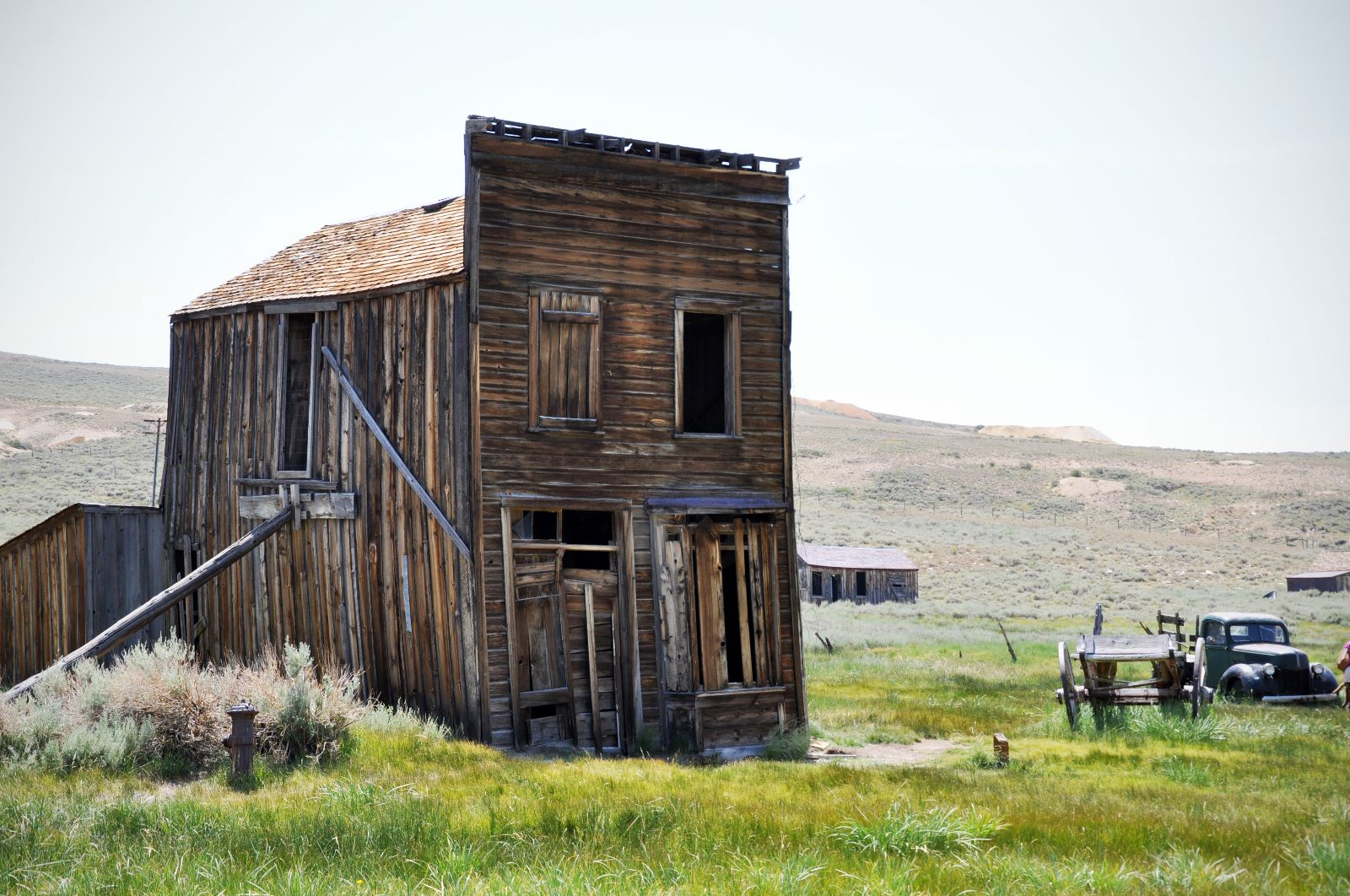
Geisterstadt Bodie in Kalifornien

### Vereinigte Staaten
- Animas Forks, Colorado – ehemalige Minenarbeitersiedlung.
- Bodie, Kalifornien
- Calico – Geisterstadt in der Mojave-Wüste, Kalifornien.
- Goldfield, Nevada – ehemalige Goldgräberstadt, heute größtenteils verlassen mit noch rund 440 Einwohnern.
- Holland Island, Maryland – bereits um 1600 besiedelt, heute weitgehend versunken.
- Kennicott, Alaska – ehemaliges Versorgungszentrum für lokale Kupferbergwerke.
- Rhyolite, Nevada – ehemalige Goldgräberstadt.
- Singapore, Michigan
- St. Elmo, Colorado – ehemalige Goldgräberstadt.
- St. Thomas, Nevada – 1865 von Mormonen errichtete, seit 1938 verlassene und heute verfallene Stadt etwa 60 km nordöstlich von Las Vegas.
- Ulm, Wyoming[5]

### Japan
- Hashima – japanische Insel, auf der früher unterseeischer Kohleabbau betrieben wurde.
- Das Gebiet um das Kernkraftwerk Fukushima. 2011, nach einer Reihe katastrophaler Unfälle und schwerer Störfälle im japanischen Kernkraftwerk Fukushima Daiichi, ist das ganze Gebiet mit Radioaktivität kontaminiert.[6]

### China
Die chinesische Stadt New Ordos oder Kangbashi wurde für etwa 300.000 Menschen geplant, aber 2011 unterschiedlichen Angaben zufolge nur von etwa 5.000 bis 30.000 Menschen bewohnt und wird deshalb auch als Geisterstadt bezeichnet. Zu dieser Entwicklung kam es, als um exportintensive Großunternehmen herum Schlafstädte aus dem Boden gestampft wurden, die erst nachträglich bevölkert werden sollten, was nicht funktionierte. Im Hinterland kam es durch den Wegzug in die Industriezentren an der Küste ebenfalls zu massiven Immobilienleerständen und Geisterstädten.

### Australien
- Newcastle Waters, Ort im Northern Territory, der nur noch als Güterbahnhof dient.
- Silverton, Ort in New South Wales, der durch Entdeckung viel größerer Silbervorkommen im nahen Broken Hill bald wieder aufgegeben wurde.
- Cracow, Ort in Queensland, der infolge des letzten australischen Goldrausches entstand und einen Boom auf über 3000 Einwohner erlebte, mit Erschöpfung der Vorkommen jedoch wieder stark schrumpfte.
- Wittenoom, eine wegen Asbestverseuchung aufgegebene Stadt.

### Zypern
- Varosha – am Stadtrand von Famagusta, im Osten der Insel. Nach der türkischen Invasion im Zypernkonflikt 1974 militärisches Sperrgebiet.

### Türkei
- Kayaköy (griech. Levissi), Provinz Muğla – ehemals von Griechen bewohnte Stadt in der südwestlichen Türkei, deren Einwohner aufgrund des Vertrags von Lausanne umgesiedelt wurden.
- Burj al Babas, abgebrochenes Touristenprojekt

## Sonstige
- Deception Island, Südliche Shetlandinseln – verlassene britische Forschungsstation auf einer unbewohnten subantarktischen Insel.
- Zu erwähnen sind auch die UFO-Häuser in Sanzhi, Neu-Taipeh, Taiwan, obgleich sie als bloße Ansammlung verlassener Ferienhäuser keine Geisterstadt im eigentlichen Sinne bilden.